# هاسمیک قارایان
هاسمیک ستراکی قارایان (ارمنی: Հասմիկ Սեդրակի Ղարայան؛ انگلیسی: Hasmik Gharayan زادهٔ ۸ مارس ۱۹۴۱)، شاعر و جنگجوی آزادی اهل ارمنستان است.

## زندگی‌نامه
وی در ۸ مارس ۱۹۴۱ در داهراو به دنیا آمد . عضو اتحادیه نویسندگان ارمنستان و اتحادیه نویسندگان جمهوری آرتساخ می‌باشد.

## یادداشت
1. ↑  azatamartik
2. ↑  Արցախի գրողների միություն